# City Hunter
City Hunter (japanisch シティーハンター shitī hantā) ist eine Manga-Serie von Tsukasa Hojo, die von 1985 bis 1991 in etwa 6.500 Seiten veröffentlicht wurde. Der Manga wurde mehrmals als Anime und als Realfilm umgesetzt und in mehrere Sprachen übersetzt. Auf dem Comic basiert die Realverfilmung City Hunter.
Das Werk ist für eine jugendliche, männliche Zielgruppe gezeichnet, lässt sich also der Shōnen-Gattung zuordnen. Im Mittelpunkt der Handlung steht der Privatdetektiv Ryo Saeba.

## Handlung
Der Tokioter Detektiv Ryo Saeba (冴羽獠) löst gemeinsam mit seinem Partner Hideyuki Makimura (槇村秀幸) Kriminalfälle. Ryo ist ein Frauenheld und Macho und nimmt meist nur Aufträge von Frauen in Not an. Bei Ermittlungen gegen einen Mädchenhändler mischt sich auch Hideyukis Stiefschwester Kaori Makumura (槇村香) ein, da ihre Freundin entführt wurde. Doch obwohl Ryo den Verbrecher zur Strecke bringen konnte, stirbt dabei sein Partner.
Nun tut er sich mit Kaori zusammen, obwohl sie zunächst nicht gut miteinander auskommen. Doch mit der Zeit verliebt sich Kaori in Ryo, was bei seinem Verhalten zu weiteren Spannungen kommt. So gehen sie gemeinsam den Aufträgen nach, meist als Personenschutz. So bekommen sie unter anderem Aufträge von Hayato Ijuin Meeresgeist (海坊主, Umibōzu, im Anime: Wasserseele) oder Falke (フアルコン) genannt. Ryo spricht ihn im Original immer mit Umi-chan an. Falke und Ryo kennen sich aus der Zeit als beide im Krieg waren und gegeneinander kämpften. Nun führt er mit Miki, einer Waisen, die er bei sich aufnahm, das Cafe „Cat’s Eye“ (eine Anspielung auf ein weiteres Werk von Tsukasa Hojo Cat’s Eye). Ryo und Falke haben zwar ihre Differenzen nicht überwunden aber arbeiten größtenteils miteinander. Eine weitere Person, die Ryo mit Aufträgen versieht ist Saeko Nogami (野上冴子), eine Polizistin und Tochter des Polizeipräsidentens von Tokyo. Des Weiteren hatten beide miteinander ein Verhältnis. Diese Zusammenarbeit zwischen Ryo und Saeko wird von Kaori nicht gerne gesehen, da sie des Öfteren beide in missliche Lagen bringt und als Zahlung Ryo sexuelle Handlungen verspricht, aber diese nie einlöst. Trotzdem arbeiteten City Hunter und Saeko öfters zusammen.

## Veröffentlichungen
Der Manga erschien in Japan von 1985 bis 1991 wöchentlich in Einzelkapiteln im Shōnen Jump, dem zu dieser Zeit auflagenstärksten Manga-Magazin. Nach der Erstveröffentlichung im Magazin brachte der Shūeisha-Verlag diese Einzelkapitel auch in insgesamt 35 Sammelbänden heraus. Später kamen Neuauflagen dieser Bände heraus, so in 18 Bänden im Bunko-Format. Die Sammelbände zu City Hunter verkauften sich in Japan über 35 Millionen Mal.
City Hunter erschien in mehreren Ländern und wurde unter anderem ins Englische, Deutsche, Französische, Spanische und Italienische übersetzt. Die deutschsprachige Fassung der ersten zehn der 35 Bände kam von August 2001 bis Mai 2002 bei Egmont Manga & Anime heraus. Zwar war geplant, weitere Bände zu veröffentlichen, aber der Verlag musste den Manga aufgrund von Lizenzproblemen einstellen.
Seit April 2025 erscheint City Hunter auf Deutsch erneut in Form von zwölf Sammelbänden. Die neue Veröffentlichung der City-Hunter-XYZ-Edition publiziert der Hamburger Tokyopop-Verlag in bisher zwei Bänden (Stand Juli 2025).

## Adaptionen

### Anime
Das Animationsstudio Sunrise verfilmte mehrmals den Manga. Den Anfang machte eine unter der Regie Kenji Kodamas zwischen 6. April 1987 und 28. März 1988 ausgestrahlte Fernsehserie mit 51 Episoden. Obwohl von Yomiuri TV mitproduziert wurde sie von dem ebenfalls zur Yomiuri Shimbun gehörenden NTV ausgestrahlt. Das Charakterdesign stammt von Sachiko Kamimura und die künstlerische Leitung übernahmen Junichi Higashi und Mitsuharu Miyamae.
Vom 2. April 1988 bis zum 14. Juli 1989 entstand die 63-teilige Fernsehserie City Hunter 2 (シティーハンター2).
Am 17. Juni 1989 kam unter dem Titel City Hunter: Ai to Shukumei no Magnum (シティーハンター 愛と宿命のマグナム) ein 87 Minuten langer Film zur Fernsehserie in die japanischen Kinos.
Vom 15. Oktober 1989 bis zum 21. Januar 1990 wurde die 13-teilige Fernsehserie City Hunter 3 (シティーハンター3) ausgestrahlt.
Am 25. August 1990 folgte eine Veröffentlichung zweier 45-minütiger Spezialepisoden namens City Hunter: Bay City Wars (シティーハンター ベイシティウォーズ) und City Hunter: Hyakuman Dollar no Imbō (シティーハンター 百万ドルの陰謀) als Original Video Animation (OVA) auf VHS.
Standen alle Produktionen bisher unter der Regie von Kenji Kodama war bei der 13-teiligen Fernsehserie City Hunter ’91 (シティーハンター'91) vom 28. April bis 10. Oktober 1991 diesmal Kiyoshi Egami beteiligt.
Am 5. Januar 1996 wurde das Fernsehspecial City Hunter: The Secret Service (シティーハンター ザ・シークレット・サービス) unter der Regie von Kenji Kodama ausgestrahlt. Weitere Specials folgten am 25. April 1997 folgte mit City Hunter: Good-bye My Sweetheart (シティーハンター グッド・バイ・マイ・スイート・ハート) unter der Regie von Kazuo Yamazaki und am 23. April 1999 City Hunter: Kinkyū Namachūkei!? Kyōakuhan Saeba Ryō no Saigo (シティーハンター 緊急生中継!? 凶悪犯冴羽獠の最期) unter der Regie von Masaharu Okuwaki.
Die Serie wurde auf Französisch, Spanisch und Italienisch im Fernsehen ausgestrahlt. Die ersten beiden Serien, die ersten 114 Episoden, wurden unter dem Titel City Hunter – Ein Fall für Ryo Saeba ab 2. Oktober 1998 auf dem deutschen Pay-Sender K-Toon und vom 11. Dezember 2001 bis 30. März 2002 die ersten 22 Folgen im Free-TV auf MTV ausgestrahlt.
Das Anime-Label Kazé Deutschland brachte die Filme und Specials zu City Hunter in deutscher Sprache auf DVD heraus.

#### Synchronisation
Die Synchronisation entstand beim Johannisthal Synchron in Berlin. Die Regie der Dialoge führte Ute Marin. Die Dialogbüchern waren von Ute Marin und Engelbert von Nordhausen.
| Figur                     | Japanischer Sprecher (Seiyū) | Deutscher Sprecher                                          |
| ------------------------- | ---------------------------- | ----------------------------------------------------------- |
| Ryo Saeba                 | Akira Kamiya                 | Michael Pan                                                 |
| Kaori Makimura            | Kazue Ikura                  | Nadja Reichardt                                             |
| Hayato Ijuuin/Meeresgeist | Tessho Genda                 | Karl Schulz                                                 |
| Saeko Nogami              | Yōko Asagami                 | Liane Rudolph                                               |
| Reika Nogami              | Yoshino Takamori             | Heide Domanowski                                            |
| Miki                      | Mami Koyama                  | Maud Ackermann                                              |
| Hideyuki Makimura         | Hideyuki Tanaka              | Axel Lutter                                                 |
| Torakichi                 | Kiyonobu Suzuki              | Detlef Bierstedt                                            |
| Kasumi Asou               | Miina Tominaga               | Nicolette Röwekamp (Staffel 1) Schaukje Könning (Staffel 2) |
| Miho Kouenji              | Rica Fukami                  | Giuliana Jakobeit                                           |
| Atsuko Kawada             | Keiko Han                    | Rebecca Völz                                                |
| Shougo                    | Kousuke Meguro               | Stefan Fredrich                                             |
| Youko Fuyuno              | Emi Shinohara                | N. N.                                                       |
| Mimura                    | Shoujirou Kihara             | N. N.                                                       |
| Sara Nishikujou           | Katuko Sugiyama              | N. N.                                                       |
| Sakurai                   | Takashi Taguchi              | N. N.                                                       |
| Misuzu Moriwaki           | Megumi Hayashibara           | N. N.                                                       |
| Eriko Kitahara            | Emi Shinohara                | N. N.                                                       |
| Koumori                   | Yukitoshi Hori               | N. N.                                                       |
| Hou Xian Lin              | Shigezou Sasaoka             | N. N.                                                       |
| Zang Mou Lin              | Masashi Ebara                | N. N.                                                       |

#### Musik
Die Musik der Serie wurde komponiert von Ryōichi Kuniyoshi und Tatsumi Yano. Vorspanntitel sind City Hunter – Ai yo kienaide von Kahoru Kohiruimaki und Go Go Heaven von Toshiyuki Ōsawa. Als Abspannlied wurde Get Wild von TM Network verwendet.

### Realfilme
In Hongkong entstand auf Basis des Mangas der Realfilm City Hunter mit Jackie Chan in der Hauptrolle des Privatdetektivs. Der Martial-Arts-Film erschien 1993 und war ein Versuch, das japanische Publikum noch mehr für den Hongkong-Film zu begeistern.
1996 bekam das Franchise mit Mr. Mumble eine zweite Verfilmung von Hongkong spendiert. Diesmal mit Michael Chow Man-Kin in der Rolle des Ryo Saeba. Obwohl der Film inhaltlich seiner Vorlage treuer bleibt, als der Jackie-Chan-Film, blieb dieser Film sowohl in Hongkong, als auch in Japan weitestgehend unbekannt.
2011 entstand in Südkorea eine Fernsehserie zu City Hunter mit 20 Folgen.
Im Dezember 2018 erschien unter dem Namen Nicky Larson – City Hunter eine Realverfilmung von Regisseur Philippe Lacheau, der zugleich die Hauptrolle übernahm.
2024 veröffentlicht Netflix eine Adaption des Mangas mit Ryōhei Suzuki in der Rolle des Ryo Saeba. Regie führte Yûichi Satô.

### Romane
Bei Shūeisha erschienen vier Romane zum Manga, von 1993 bis 1999.

## Fortsetzung
Seit 2001 arbeitet Tsukasa Hojo mit Angel Heart an einem Manga, der eine alternative Geschichte um Ryo Saeba erzählt. In dieser steht ihm eine Frau zur Seite, die nach Kaoris Tod ihr Herz eingepflanzt bekommen hat. Angel Heart erscheint im Comic Bunch-Magazin und ist als Seinen-Manga, also für eine erwachsene Leserschaft, konzipiert. Die bisher 33 beim Shinchosha-Verlag veröffentlichten Sammelbände waren in Japan kommerziell erfolgreich.

## Rezeption
Auf der Liste der beliebtesten Animes, die nach einer Umfrage von TV Asahi aufgestellt wurde, stand die Serie 2005 auf Platz 66, 2006 auf Platz 35.
Das Online-Magazin Animepro bezeichnet den Anime als gelungene Mischung aus spannenden Fällen und Humor. Das 1980er-Jahre-Flair sei kultig und Ryos Art unverwechselbar. Jedoch seien einige der Folgen recht blutig und für jüngere Zuschauer nicht geeignet. Laut Splashcomics ist das Werk ein Klassiker. Die Handlung sei voll Witz und Spannung, der Manga biete tolles Artwork und die Charaktere seien wandelfähig.